# Alicia Alonso

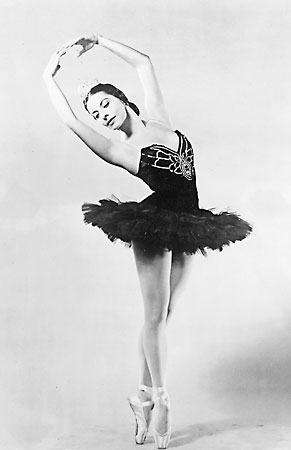
Alicia Alonso (1955)

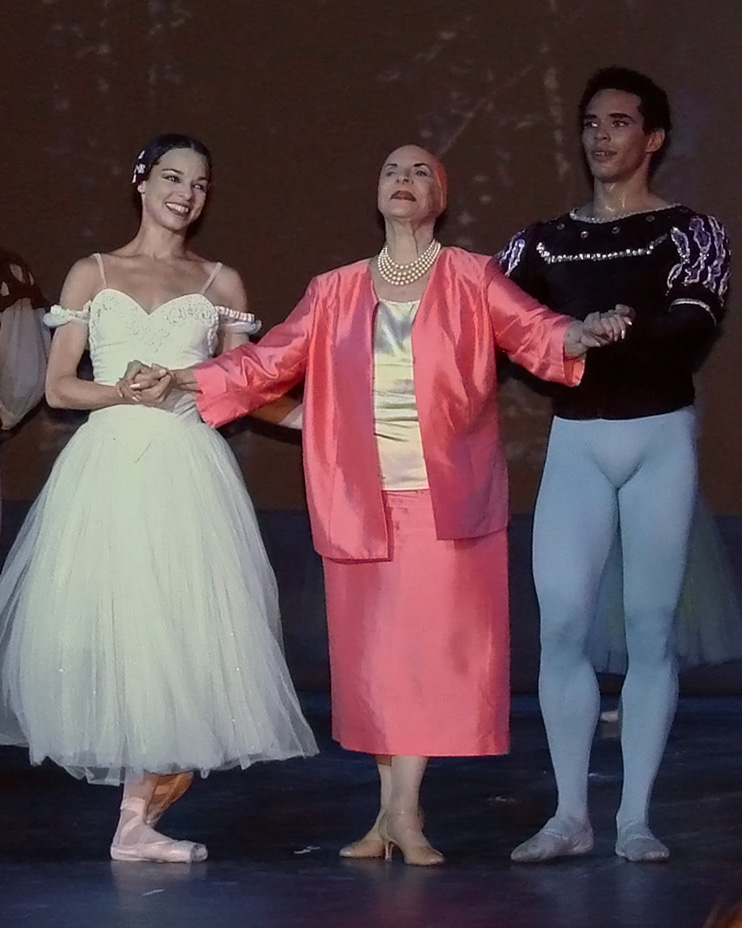
Alicia Alonso (2007)

Alicia Alonso (* 21. Dezember 1920 in Havanna als Alicia Ernestina de la Caridad del Cobre Martínez del Hoyo; † 17. Oktober 2019 ebenda) war eine kubanische Primaballerina, Ballettdirektorin und Choreografin. Sie war in den 1940er und 1950er Jahren eine der international führenden Tänzerinnen.

## Leben

### Tänzerin
1937, im Alter von 16 Jahren, heiratete die Ballettstudentin Alicia Martínez ihren sechs Jahre älteren Partner Fernando Alonso (1914–2013), den sie über das Ballett kennengelernt hatte. Sie ging gemeinsam mit ihm nach New York. Ihre Profikarriere begann sie 1938 mit Engagements am dortigen Broadway. 1940 wurde sie als erste hispanoamerikanische Tänzerin in das 1939 gegründete American Ballet Theatre (ABT) aufgenommen.
1941 wurde bei ihr erstmals eine Netzhautablösung diagnostiziert, die ihre Sehfähigkeit in der Folgezeit zunehmend einschränkte. Sie musste bis 1943 pausieren, lernte in der Zwischenzeit jedoch, trotz ihrer schrittweisen Erblindung weiterhin auf höchstem Niveau zu tanzen.
Kurz nach ihrer Rückkehr ins ABT musste sie die verletzte etatmäßige Primaballerina vertreten und bekam im November 1943 ihre erste Hauptrolle als Giselle, die ihr den Durchbruch als international gefeierter Star brachte. 1946 stieg sie zur Primaballerina des ABT auf. Zwischen 1940 und 1948 tanzte sie in dieser Ballettkompanie insgesamt 58 Rollen.

### Ballettdirektorin
1948 gründete sie in Havanna gemeinsam mit ihrem Mann das ursprünglich private Ballet Alicia Alonso, das sie ab der Kubanischen Revolution von 1959 mit staatlicher Unterstützung unter dem Namen Ballet Nacional de Cuba (Kubanisches Nationalballett) leitete.
Im April 2003 gehörte Alonso zu einer Gruppe prominenter kubanischer Kulturschaffender, die einen in der Zeitung der Kommunistischen Partei Kubas, Granma, veröffentlichten Offenen Brief unterzeichneten, der an Freunde Kubas in aller Welt gerichtet war und internationale Kritik an der Menschenrechtspolitik der kubanischen Regierung als antikubanische Verleumdungskampagne zurückwies: In den Wochen zuvor hatte Staatspräsident Fidel Castro in einer als „Schwarzer Frühling“ bekannt gewordenen Verhaftungswelle 75 kritische Journalisten und Bürgerrechtler in Schnellverfahren zu hohen Haftstrafen verurteilen und drei junge schwarze Kubaner nach dem unblutig gescheiterten Versuch einer Schiffsentführung ebenfalls nach Schnellverfahren hinrichten lassen.

## Film
Der Schweizer Dokumentarfilm Horizontes zeigt das Leben von Alicia Alonso.